# Reinhold Wilhelm Buchholz

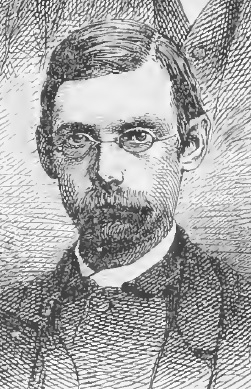
Reinhold Wilhelm Buchholz

Reinhold Wilhelm Buchholz  (* 2. Oktober 1837 in Frankfurt an der Oder; † 17. April 1876 in Greifswald)  war ein deutscher Forschungsreisender, Anatom und Zoologe (Crustaceen, Herpetologie, Ichthyologie).

## Biografie
Buchholz war der Sohn des Divisionspredigers Wilhelm Buchholz (5. Division), verlor den Vater jedoch schon früh. Er studierte Medizin an der Universität Königsberg mit der Promotion 1861 (mit einer Dissertation über transplantierte Knochenhäute). Danach musste er mehrere Jahre als Militärarzt arbeiten, da er nur unter dieser Bedingung hatte Medizin studieren können. Neben seiner Arbeit befasste er sich mit Zoologie, zum Beispiel anatomische Arbeiten über das Zentralnervensystem von Weichtieren. Dank einer erfolgreichen Eingabe beim König wurde er aufgrund schon publizierter Arbeiten 1864 vom Militärdienst befreit und Konservator am Zoologischen Museum in Greifswald. Auf einer Reise nach Norwegen fand er eine neue Gattung parasitischer mariner Asseln (Gattung Hemioniscus).  1865 wurde er Ehrendoktor in Königsberg aufgrund zoologischer Arbeiten und habilitierte sich in Zoologie. Danach studierte er parasitische Milben aus der Sammlung des Museums und fand einige neue Arten der Gattung Dermaleichus. Anschließend reiste er 1867 nach Neapel und fand hier neue Arten parasitischer Crustaceen. Mit Leonard Landois widmete er sich danach der Anatomie von Spinnen einschließlich einer Arbeit über deren Spinnwerkzeuge (1868). 

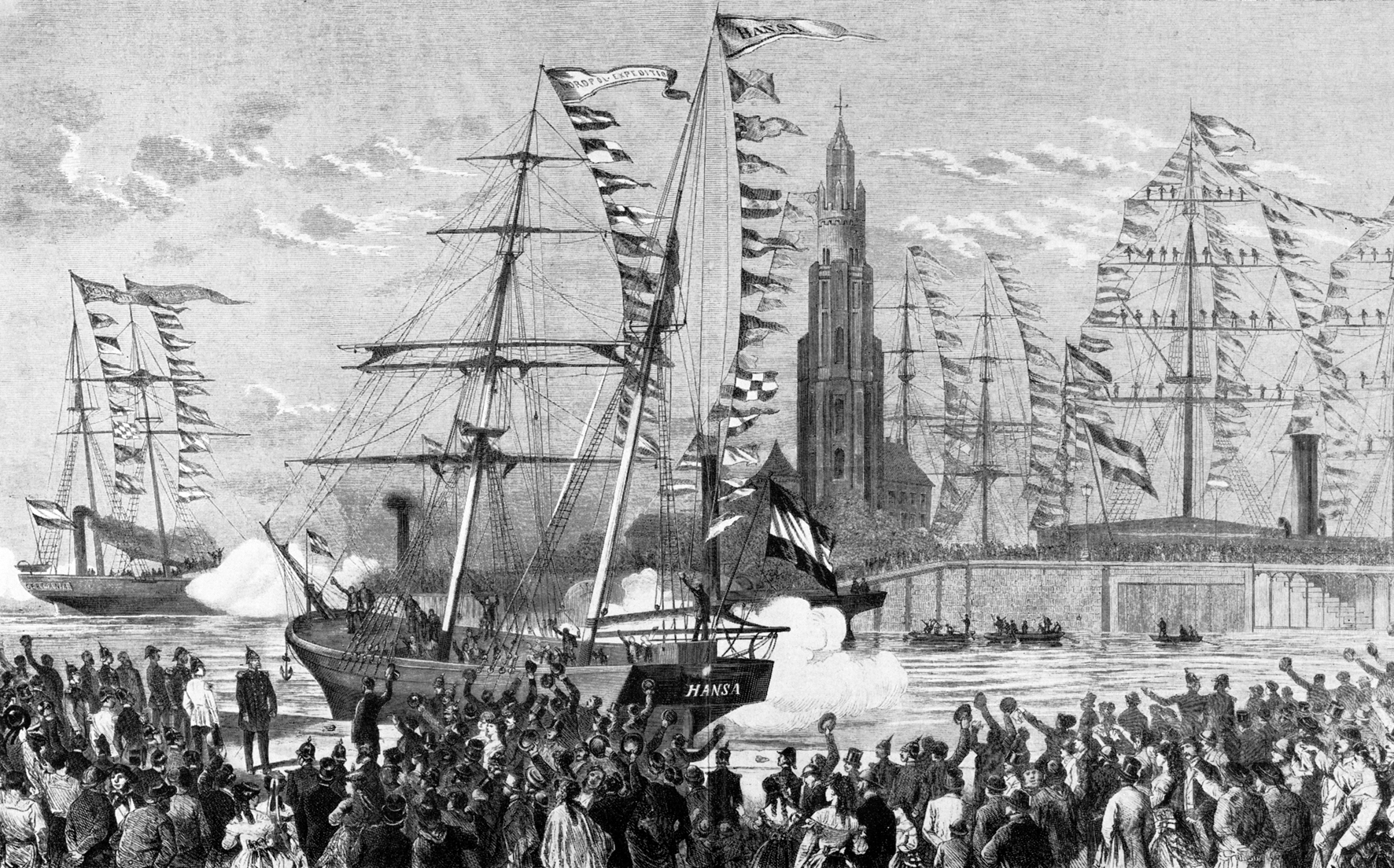
Auslaufen der Schiffe Germania (linker Bildrand) und Hansa am 15. Juni 1869 aus Bremerhaven

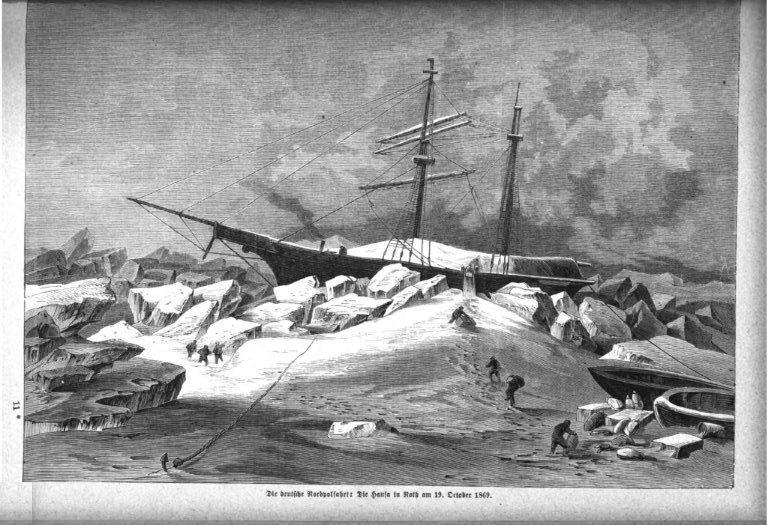
Die Hansa in Not, 1869.

1869 bis 1870 nahm er an der Zweiten Deutschen Nordpolar-Expedition unter der Leitung des Kapitäns der Germania Karl Koldewey auf dem Segelschiff Hansa unter Kapitän Friedrich Hegemann mit dem ebenfalls eingeschifften Geologen Gustav Carl Laube teil. 
Die Hansa wurde vom Eis eingeschlossen, zerdrückt und ging unter. 
Die Expeditionsteilnehmer konnten sich auf eine Eisscholle retten, trieben 1500 Kilometer südwärts und landeten nach über 6 Monaten in Friedrichstal in Südgrönland. Seine Sammlung von Crustaceen ging verloren, aber Professor Adolf Pansch aus Kiel übergab ihm seine Sammlung zur Bearbeitung (mehrere Arten nannte er als Dank nach Pansch).
Von 1872 bis 1875 war er mit Anton Reichenow in Äquatorialafrika und sammelte in Kamerun, an der Goldküste, in Gabun, am Ogowe und auf Fernando Pó. Er wurde 1872 außerordentlicher und 1876 ordentlicher Professor für Zoologie an der Universität Greifswald. Er hatte in Afrika Malaria, starb aber nach der Heimkehr nach Greifswald nicht daran, sondern 1876 an einer Lungenentzündung. 
Er beschrieb mit Wilhelm Peters aus Berlin neue Arten von Amphibien, Säugern (darunter eine neue Eichhörnchenart) und Reptilien aus Afrika, und Peters bearbeitete die von ihm gesammelten Fische. Davon benannte er Pantodon buchholzi und Raiamas buchholzi nach Buchholz. Eduard von Martens bearbeitete die Süßwasser-Mollusken, von denen er einige nach Buchholz benannte, und Carl Plötz in Greifswald die Schmetterlinge.
Er sammelte in Afrika auch Pflanzen, und Adolf Engler benannte die Gattung der Kaperngewächse Buchholzia nach ihm.
Wilhelm Michaelsen benannte 1886 ihm zu Ehren die Enchyträen-Gattung Buchholzia.
Buchholz war Mitglied im Naturwissenschaftlichen Verein für Neu-Vorpommern und Rügen. 
Er wurde mit dem Roten Adlerorden 4. Klasse ausgezeichnet. Eine Bucht an der Ostküste Spitzbergens (Buchholzbukta) und Kap Buchholz in Ostgrönland sind nach ihm benannt.

## Schriften
- Ueber Hemioniscus, eine neue Gattung parasitischer Isopoden. In: Zeitschrift für Wissenschaftliche Zoologie. Band 16, Nr. 3, 1866, S. 303–327, Tafel 16–17. (Archive)
- mit Leonard Landois: Anatomische Untersuchungen über den Bau der Araneiden. In: Archiv für Anatomie, Physiologie und wissenschaftliche Medizin. Jg. 1868, S. 240–255. (Hathitrust)
- Bemerkungen über die Arten der Gattung Dermaleichus Koch. Nova Acta Leopoldina, Band 35, 1869. (Archive)
- mit Julius Münter: Ueber Balanus improvisus Darw. var. gryphycus Münter. Beitrag zur carcinologischen Fauna Deutschlands. In: Mittheilungen aus dem naturwissenschaftlichen Vereine für Neu-Vorpommern und Rügen. Band 1 (1), Berlin 1869, S. 1–40. (Archive)
- Beiträge zur Kenntniss der innerhalb der Ascidien lebenden parasitischen Crustaceen des Mittelmeeres. In: Zeitschrift für wissenschaftliche Zoologie. Band 19, 1869. (Archive)
- Abschnitt Crustaceen. In: Die zweite deutsche Nordpolarfahrt in den Jahren 1869 und 1870. Band 2, Leipzig 1874. (BHL)
- Land und Leute in West-Afrika. In: Virchow, Holtzendorff (Hrsg.): Sammlung gemeinverständlicher wissenschaftlicher Vorträge. Heft 257, 1876.
- Carl Heinersdorff (Hrsg.): Reinhold Buchholz' Reisen in West-Afrika nach seinen hinterlassenen Tagebüchern und Briefen. Brockhaus 1880. (Archive, mit Biografie)